# سيلفان لوتز
سيلفان لوتز هو عداء سريع سويسري، ولد في 17 أكتوبر 1990.

## وصلات خارجية
- سيلفان لوتز على موقع الاتحاد الدولي لألعاب القوى (الإنجليزية)
- سيلفان لوتز على موقع الدوري الماسي (الإنجليزية)